# ジャリンゴ
ジャリンゴ(Jalingo)はナイジェリア東部のタラバ州の州都。
2006年の人口は約11.8万人。